# Дойчрок
Неме́цкий рок, или до́йчрок (нем. Deutschrock), — термин в немецкой музыкальной культуре, обозначающий рок-музыку на немецком языке, возникшую как самостоятельный жанр в 1970-е под влиянием таких групп как Ihre Kinder и Ton Steine Scherben. Мейнстрима жанр достиг в середине 1970-х с исполнителем Удо Линденбергом.
В отличие от краутрока, который в конце 1960-х и начале 1970-х гг. исполняли немецкие англоязычные музыкальные коллективы и который изрядно поднадоел немецкой публике, дойчрок ориентировался на короткие песни с прямым текстом под влиянием рока и блюза. В ином смысле дойчрок определяют как немецкую музыкальную рок-сцену, группы которой исполняют рок только по-немецки.
Возникновение жанра относят к 1968 году, когда произошёл отход от англо-американских рок-канонов, и группы стали импровизировать. Первыми представителями этого направления были изначально англоязычные Amon Düül, Guru Guru, Can, Organisation (Kraftwerk), Embryo, Tangerine Dream, Percewood’s Onagram, Reinhard Lakomy, Puhdys, Panta Rhei (Karat), Petra Zieger, Klaus Renft Combo и другие. Следом за ними возникла и Ihre Kinder. Изначально различия между краутроком и дойчроком были даже расплывчаты, так как немногие группы отказались от прежнего репертуара и исполняли песни в обоих жанрах. Сегодня жанр представляют группы Frei.Wild, Kärbholz, Silbermond, Der W, Fotos и другие.